# Palacio del Barón de Quadras
El palacio del Barón de Quadras (en catalán Palau del Baró de Quadras), es un edificio modernista, situado en el número 373 de la avenida Diagonal de Barcelona (España), realizado por el arquitecto Josep Puig i Cadafalch entre 1904 y 1906.
Fue un encargo del barón Manuel de Quadras a Puig i Cadafalch después de haberle rehabilitado la residencia que poseía entre las poblaciones de Hostalrich y Massanet de la Selva.
Declarado Monumento Histórico Artístico de Interés Nacional desde el año 1976, está abierto al público desde 2016. Actualmente es la sede del Institut Ramon Llull.

## El edificio
El edificio fue una gran reforma sobre otro anterior. Dispone de dos fachadas, ya que está situado entre la avenida Diagonal y la calle Rosellón. Cerca están otros famosos edificios modernistas. Por ejemplo en la llamada Manzana de la discordia, que está en el Paseo de Gracia entre las calles de Aragón y Consejo de Ciento, y donde se puede ver la Casa Batlló  de Antoni Gaudí,  la Casa Amatller de Josep Puig i Cadafalch, i la casa lleó Morera de De lluís Doménech i Montaner. En la calle Rosellón está la casa de les Punxes, de Josep Puig i Cadafalch, y la Casa Milà de Antoni Gaudí Quadrat d'or, 
La fachada posterior (calle Rosellón, 279) tiene unos esgrafiados florales de policromía con una tribuna en toda su primera planta de la que su parte central sigue verticalmente por las cuatro plantas con un estilo Secesión de Viena. El forjador Manuel Ballarín realizó la puerta de forja. 
Por la parte de la Diagonal, tiene su fachada principal de doce metros de ancho, toda ella está labrada profusamente, pareciendo de inspiración plateresca. De la ornamentación se encargaron el escultor Eusebio Arnau junto con Alfons Jujol con grandes ornamentos heráldicos, guirnaldas y bustos de personajes. La tribuna corrida es la que llama más la atención, está compuesta por una galería de arcos escarzanos tallada completamente, en la esquina de la izquierda puede verse la figura de San Jorge en lucha con el dragón de Eusebio Arnau, con una composición de exagerada verticalidad, prácticamente una figura sobre la otra, por el condicionamiento del espacio donde están colocadas.
En la segunda planta se encuentran cuatro ventanas de estilo gótico, en el siguiente piso existe una galería corrida de arcos y la última planta tiene un alero con gran inclinación y mansardas con gablete de madera y cerámica vidriada.
La puerta es de hierro forjado con vidrio, como la de la fachada posterior, realizada por Manuel Ballarín. 

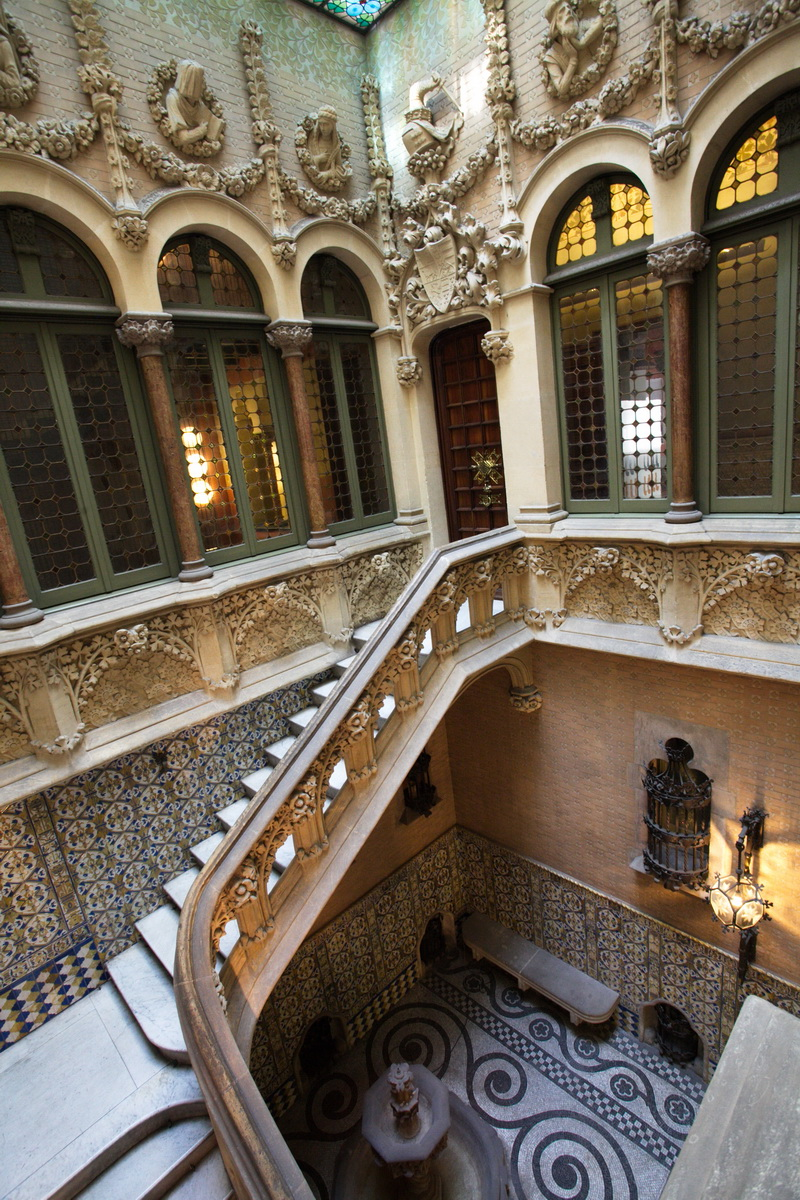
Escalera noble y detalles del interior.

La escalera interior es el elemento más espectacular con el trabajo realizado en piedra de la barandilla hasta el piso principal, en el suelo se puede apreciar el mosaico a base de pequeños azulejos en tonos grises y blancos de dibujo ondulante.

## El arquitecto
Josep Puig i Cadafalch (1867-1956) fue, junto a Antoni Gaudí y Lluís Domènech i Montaner, uno de los arquitectos más relevantes del modernismo catalán. Construyó el Palacio del Barón de Quadras entre 1904 y 1906, en uno de los momentos más fructíferos de su carrera: finalizó la Casa Amatller en el año 1900, la Casa Macaya en 1901, la Casa Serra (actual sede de la Diputación de Barcelona) en 1903, la Casa de les Punxes en 1905 y la fábrica Casaramona (actual CaixaForum) en 1912. Más tarde diseñó el proyecto de la plaza de España y la Exposición Internacional de Barcelona de 1929, así como otras obras de alto interés arquitectónico. 

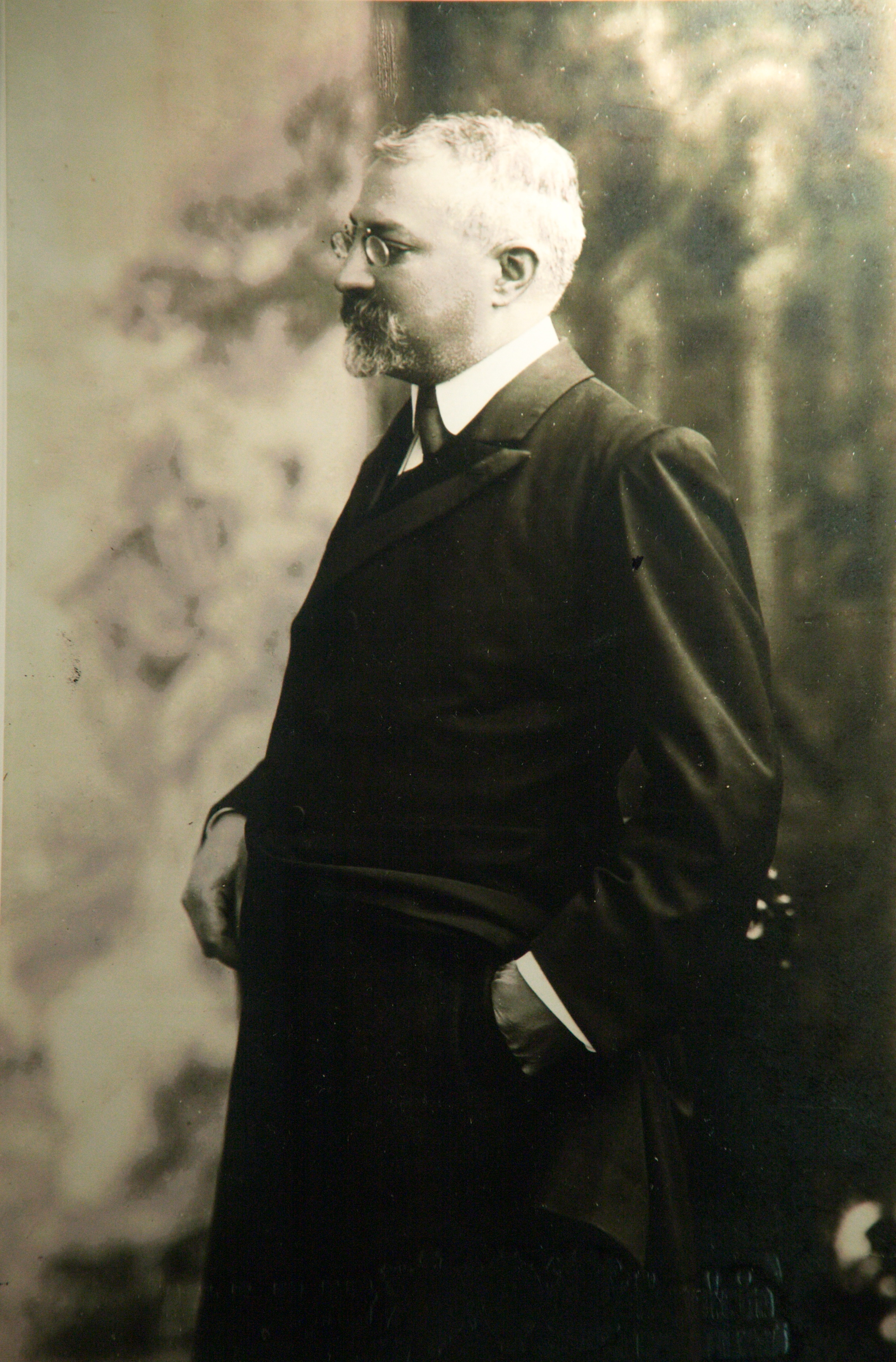
Retrato de Josep Puig i Cadafalch.

Por otro lado, desarrolló una gran labor como historiador (con obras como L’arquitectura romànica a Catalunya) y arqueólogo (impulsando la excavación de las ruinas griegas de Ampurias y la restauración de diversos conjuntos románicos de Cataluña).

## Restauraciones
El edificio se restauró y reformó en 1980 para instalar el Museo de la Música. En el año 2001 el Museo se trasladó al Auditorio. Entre 2003 y 2013 el edificio acogió la sede de la Casa Asia, ubicada actualmente en un pabellón modernista del Hospital de la Santa Cruz y San Pablo.
Actualmente es la sede del Instituto Ramon Llull, consorcio público de la Generalidad de Cataluña, el Ayuntamiento de Barcelona y el Gobierno de las Islas Baleares para la promoción internacional de la lengua y la cultura catalanas.
La última restauración se realizó en el año 2015. El arquitecto Àngel Gil y los restauradores de bienes culturales Anna González y Josep Pasqual llevaron a cabo una serie de trabajos de restauración y conservación preventiva de los elementos arquitectónicos y ornamentales del acceso al Palacio. Se restauraron elementos de piedra, mosaicos, azulejos, esgrafiados y artesonado y se realizaron actuaciones de conservación sobre las rejas de hierro forjado, la puerta de madera de la Calle Rosellón y las luces de bronce.

## Galería de imágenes

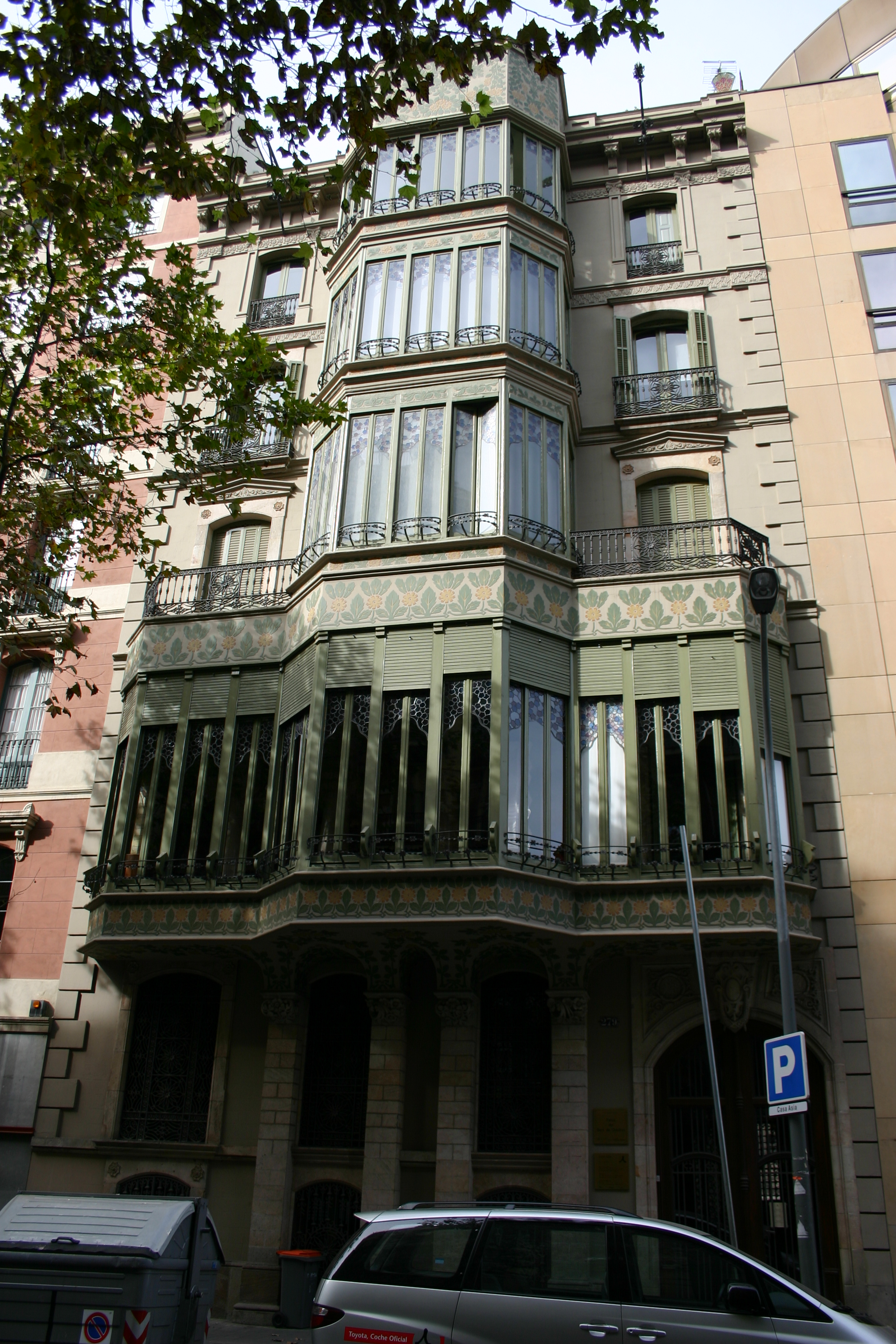
Fachada posterior de la calle Rosellón
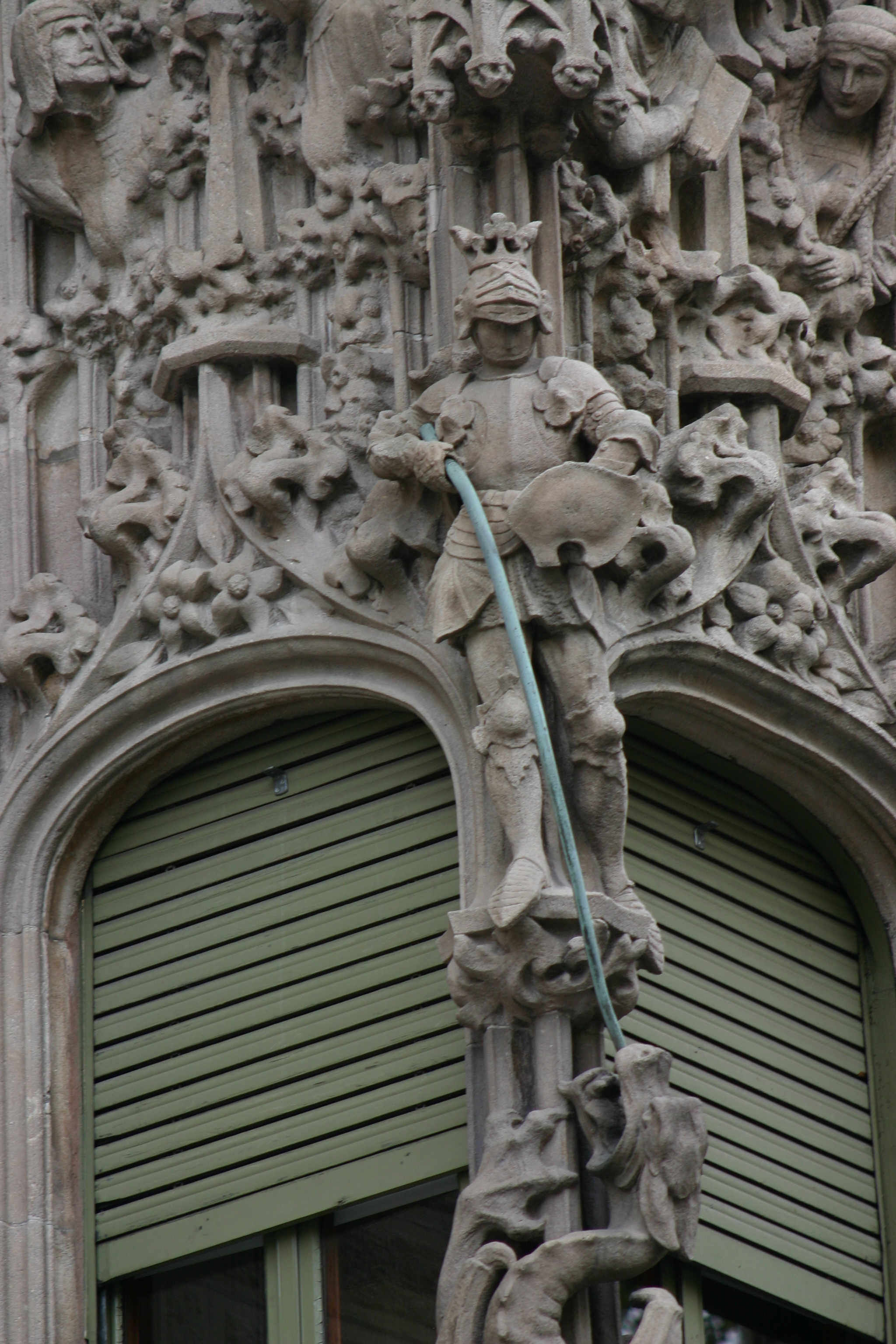
Sant Jordi con el dragón de Eusebio Arnau
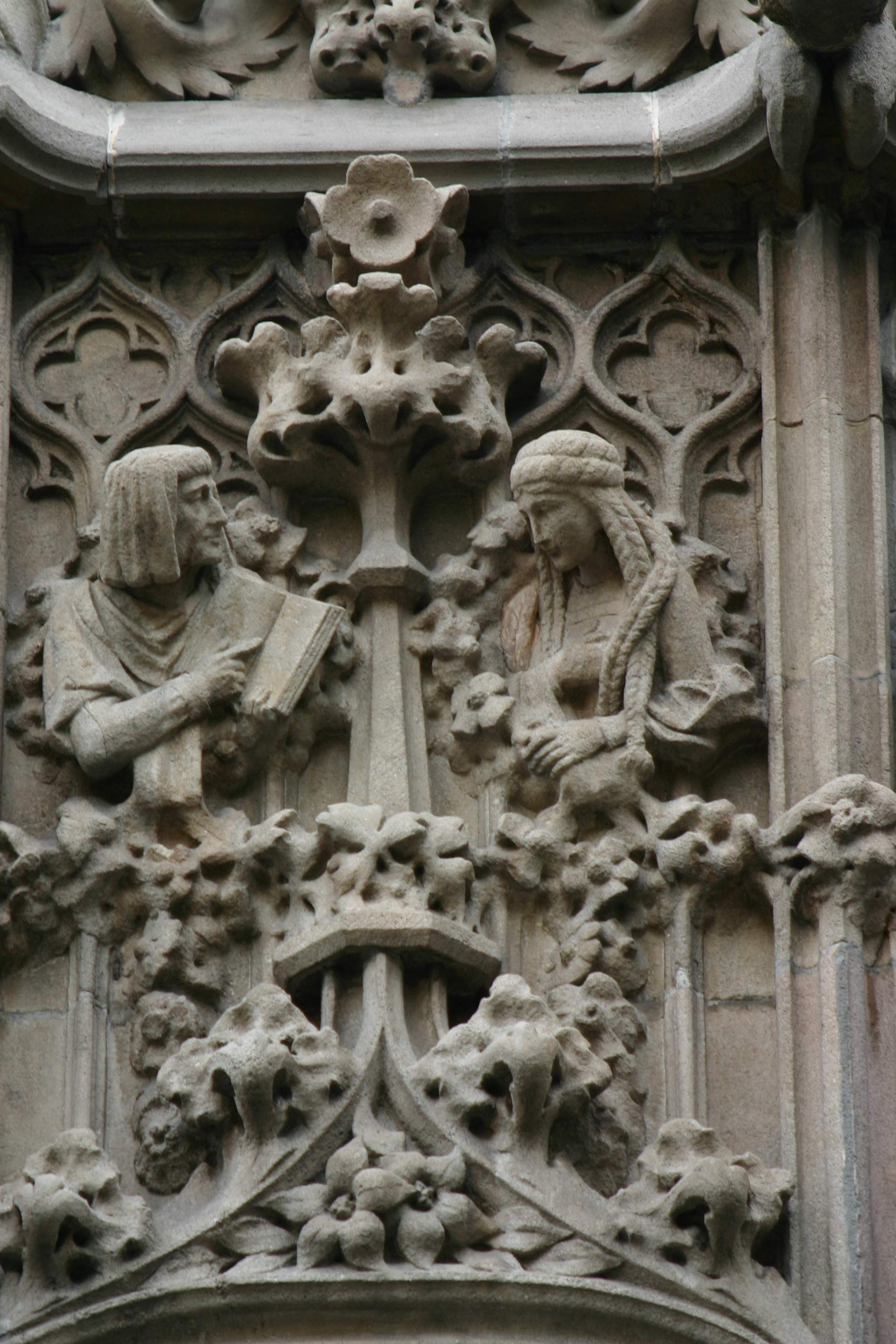
Personajes en la fachada principal
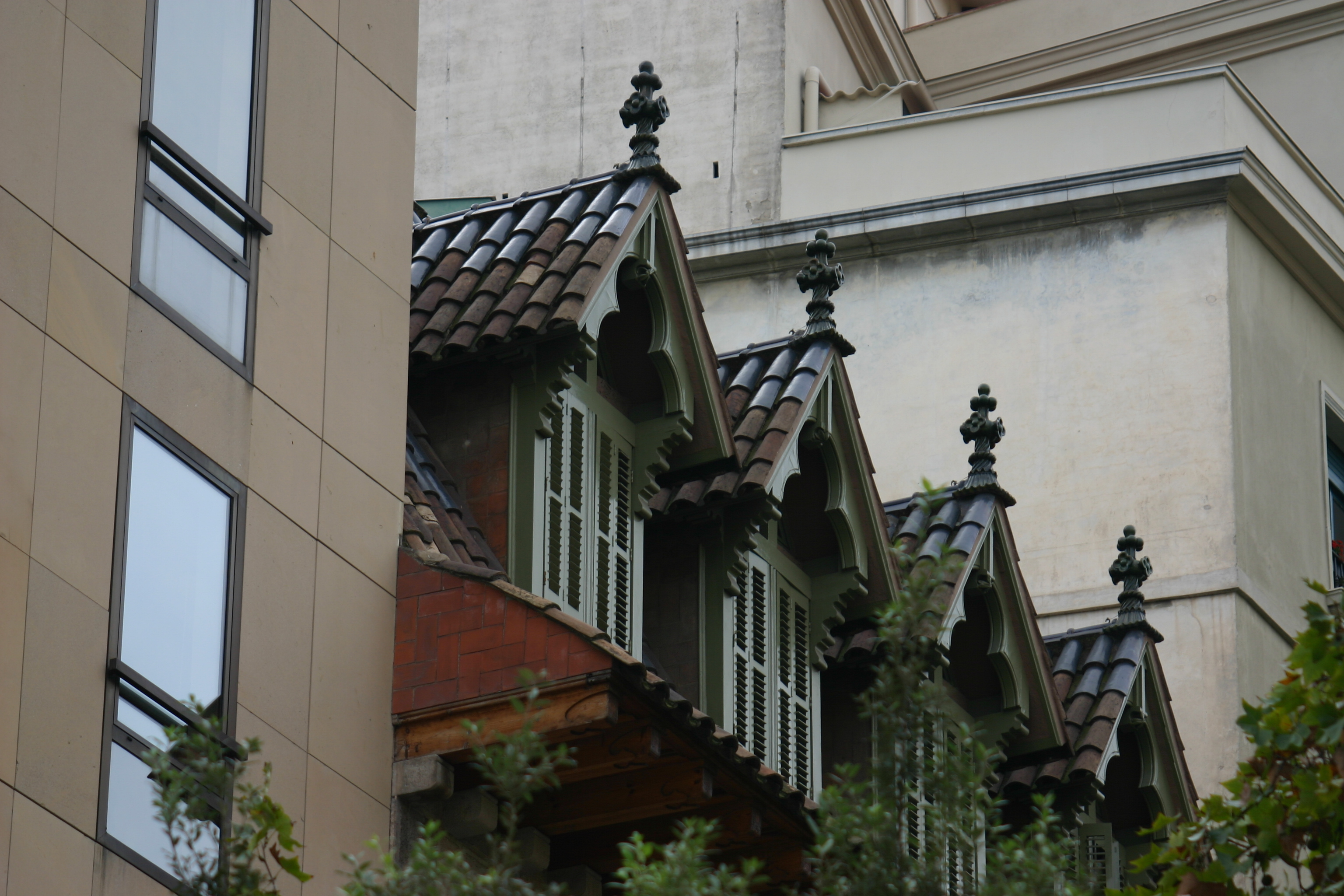
Mansardas con gabletes
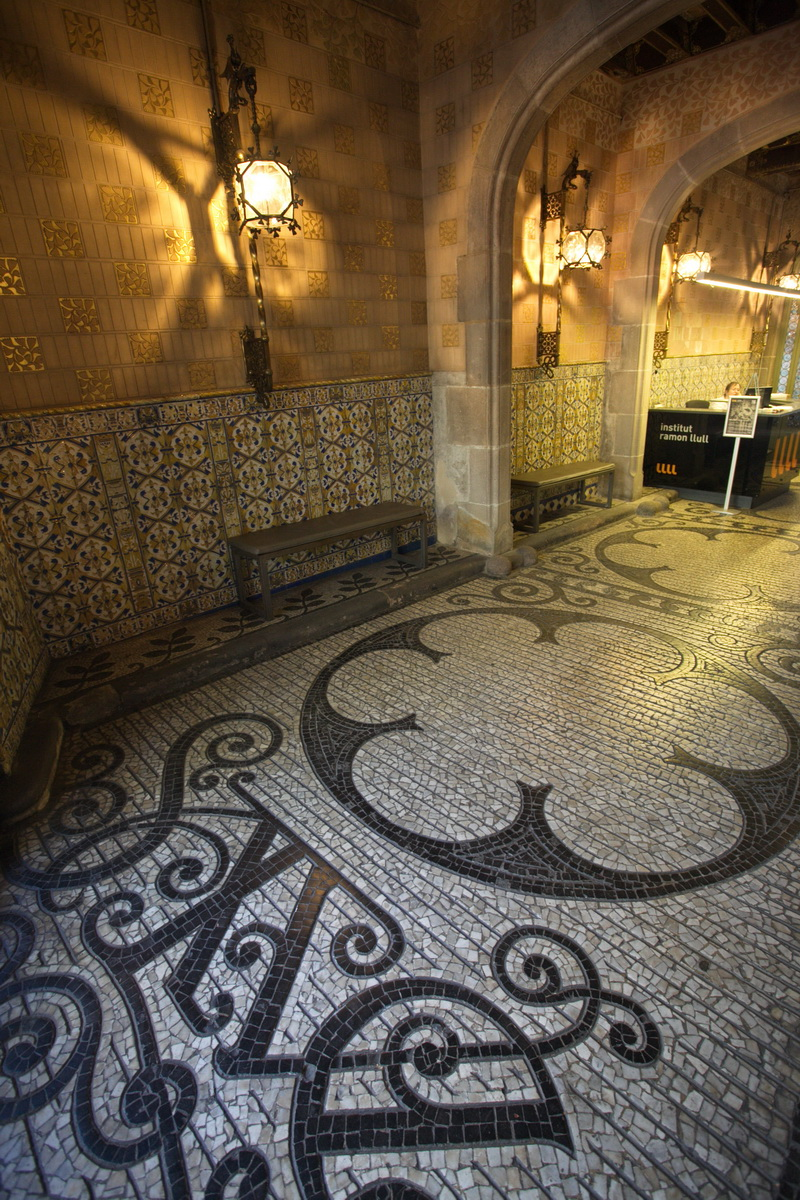
Detalle del mosaico del vestíbulo.
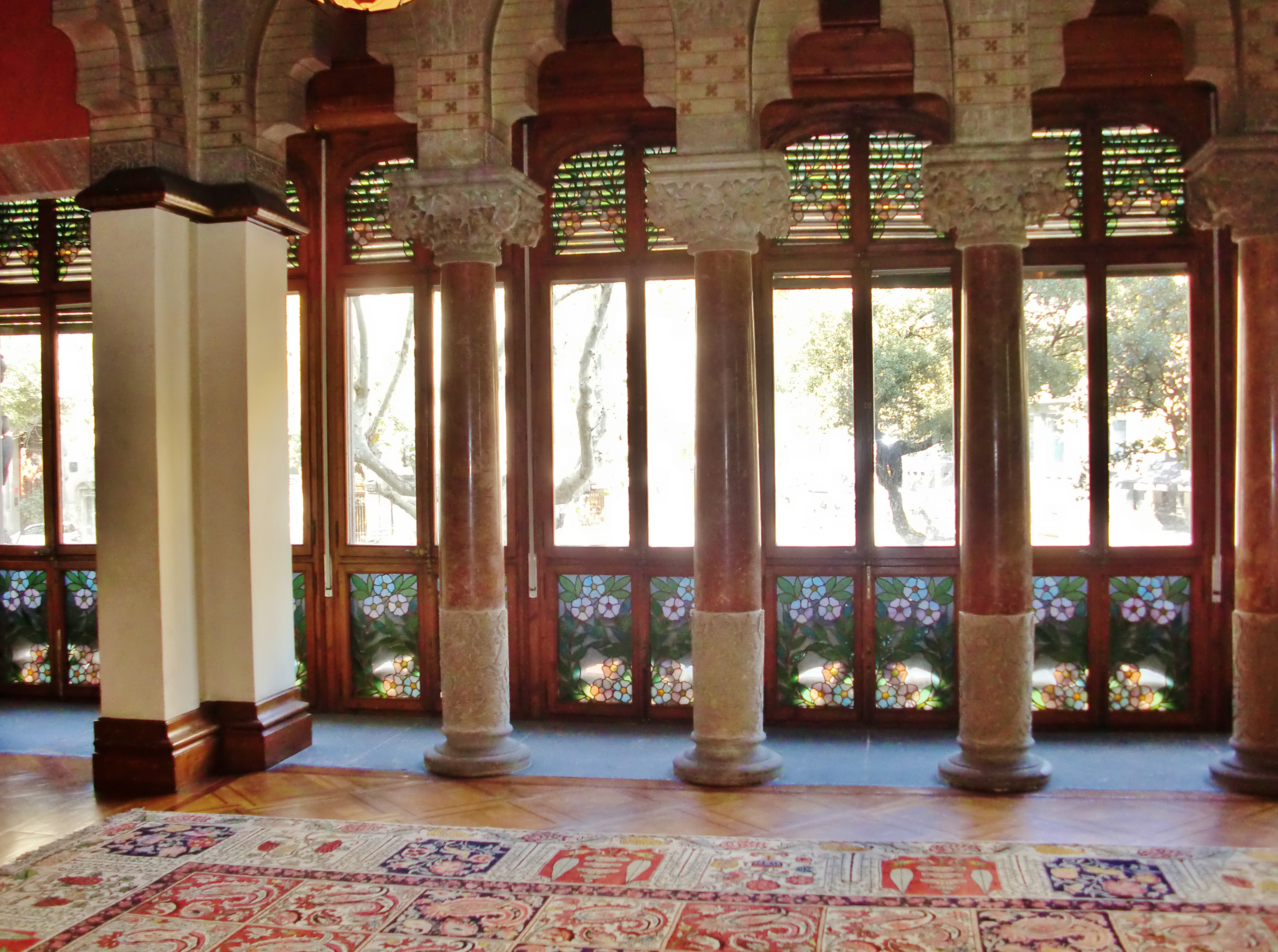
Columnas de la sala modernista de Diagonal.
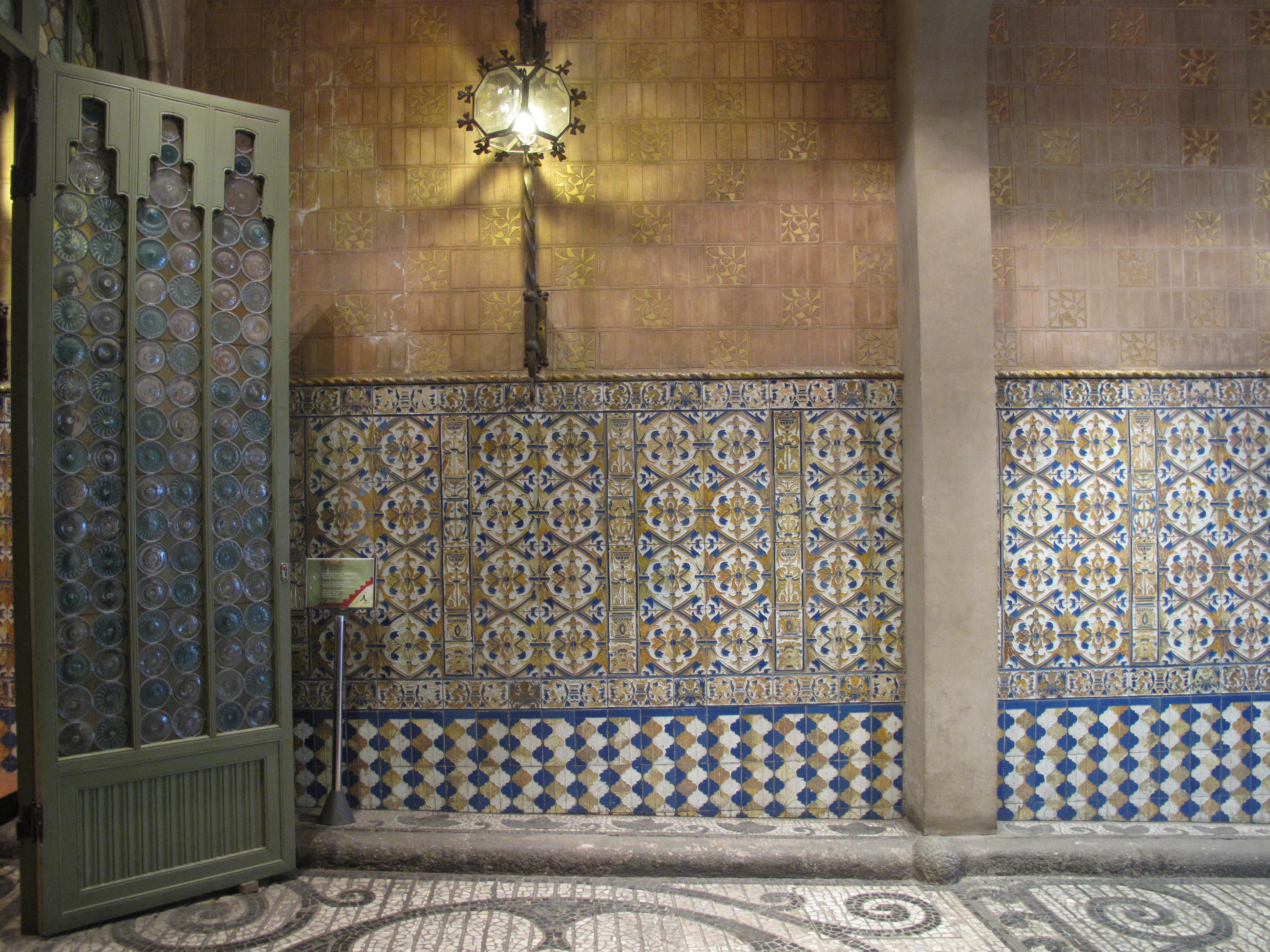
Detalle del vestíbulo.
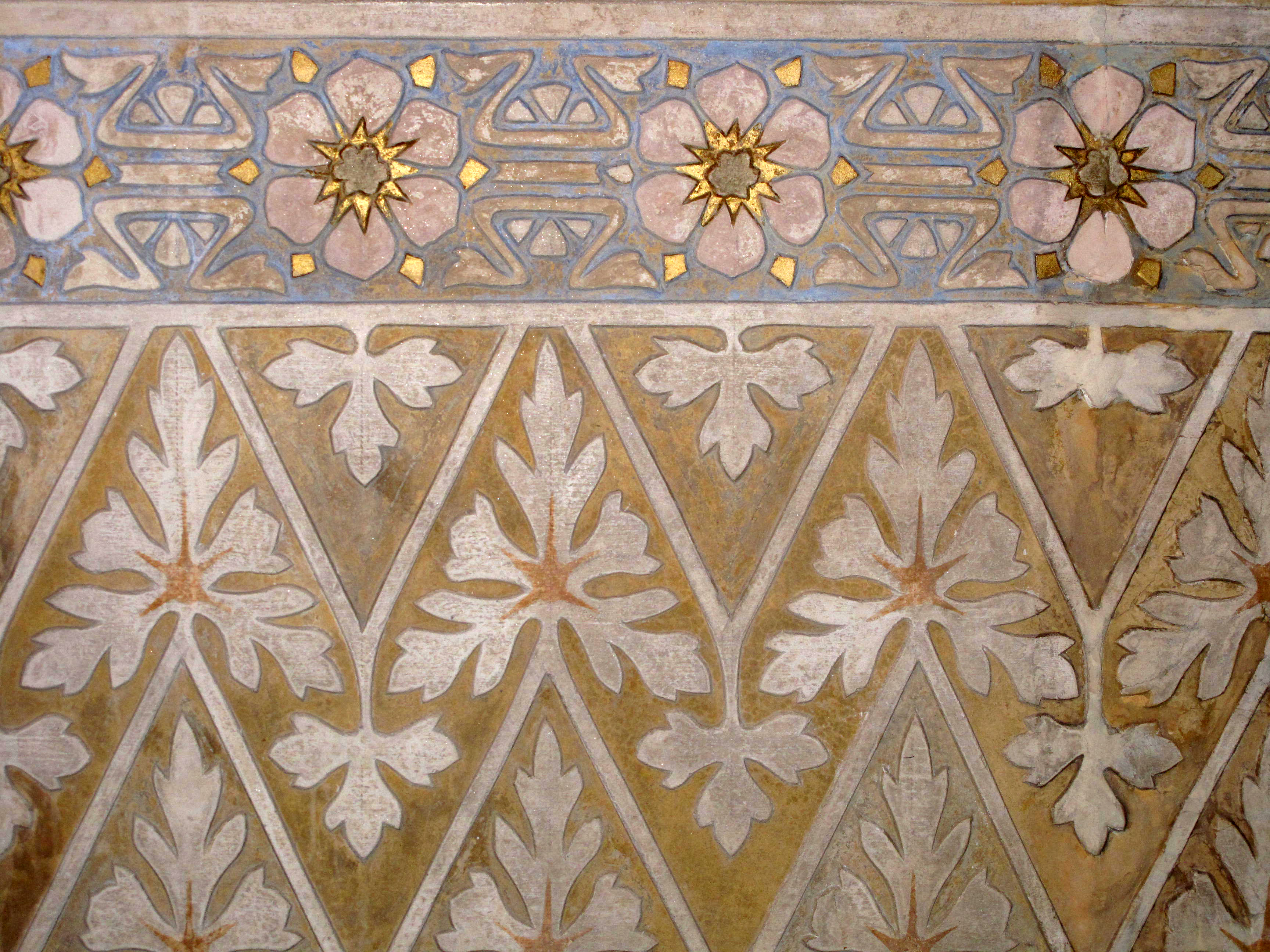
Elementos florales en las paredes.
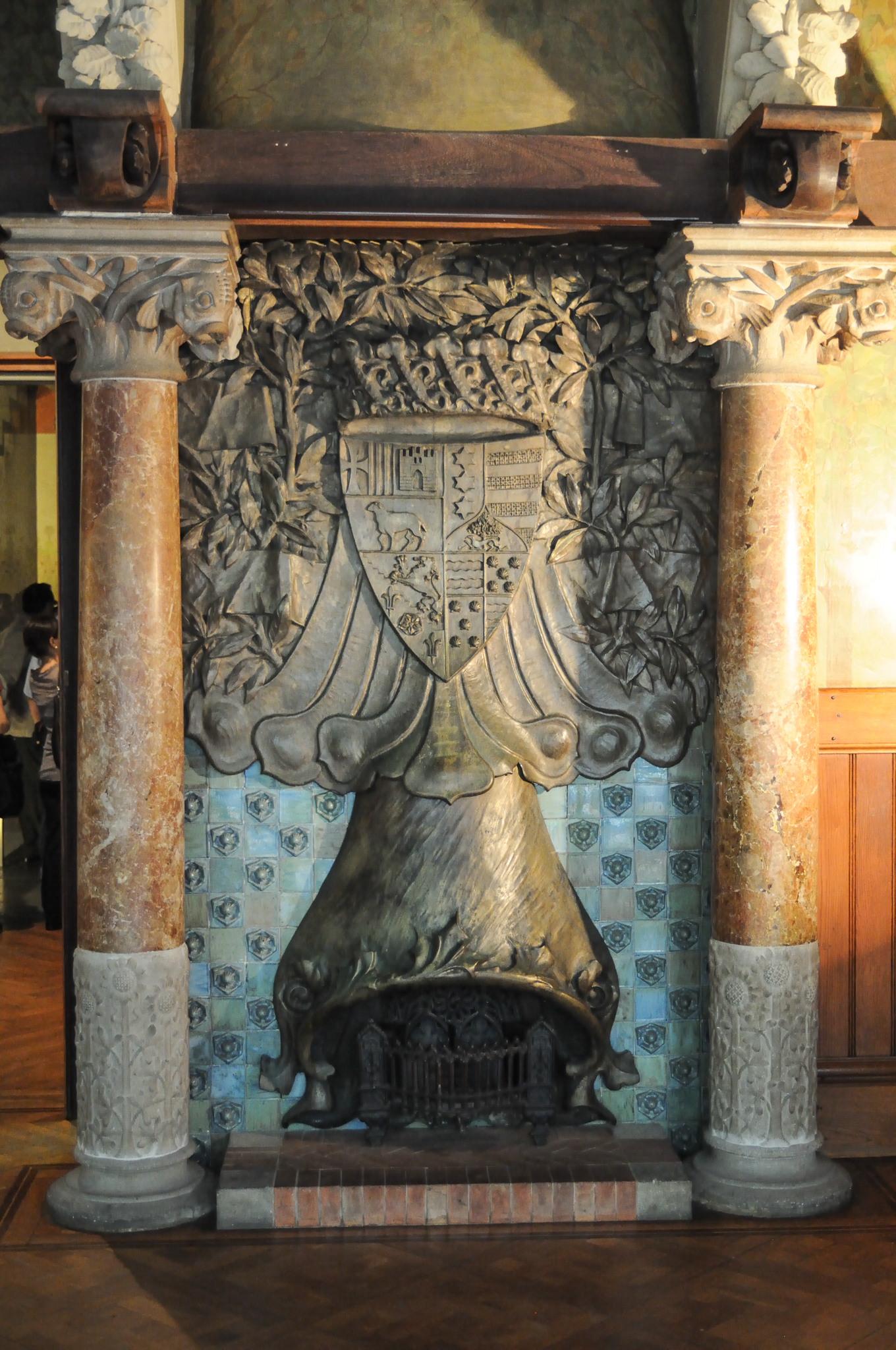
Chimenea ubicada en la sala modernista de Rosellón.
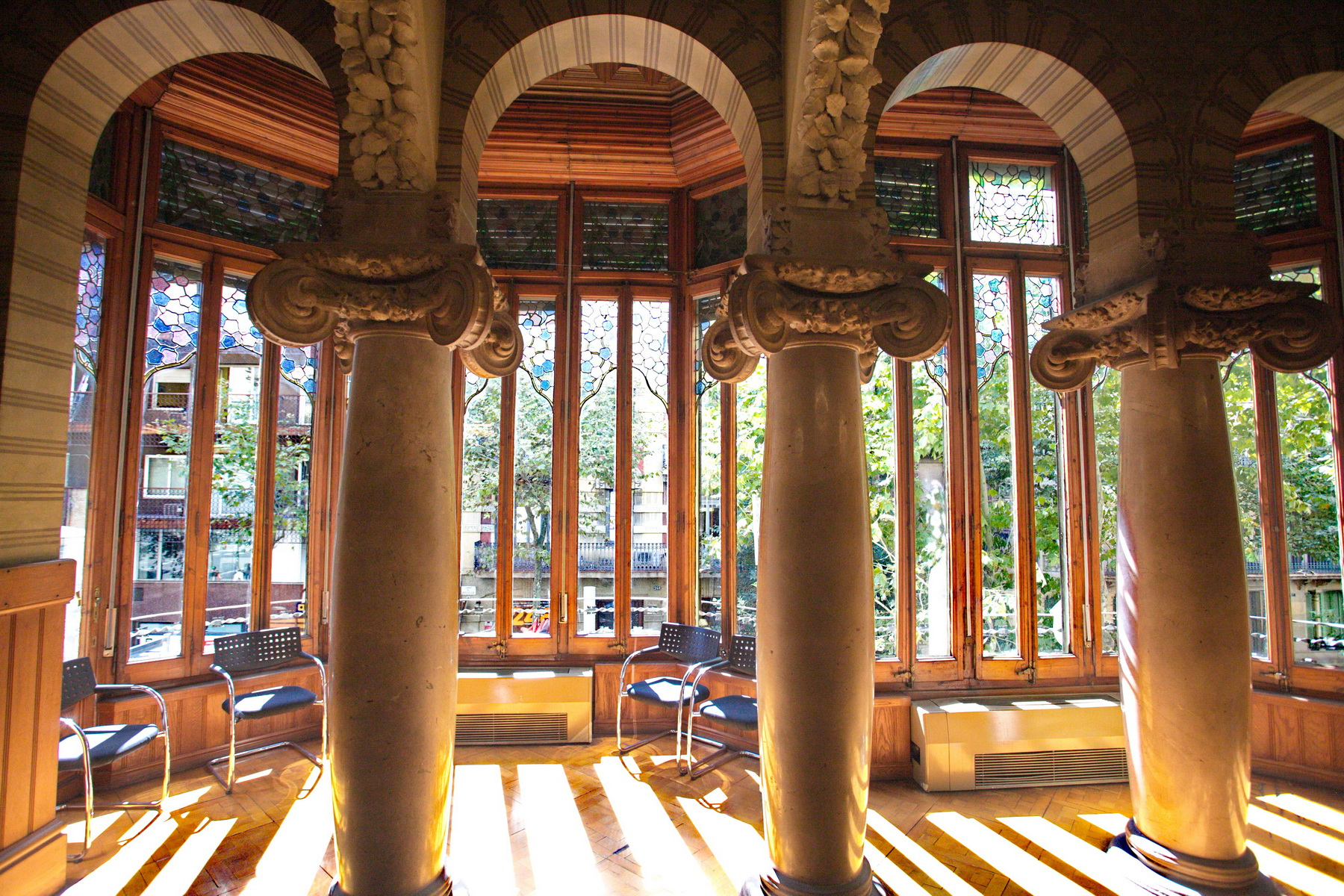
Columnas de la sala modernista de Rosellón.
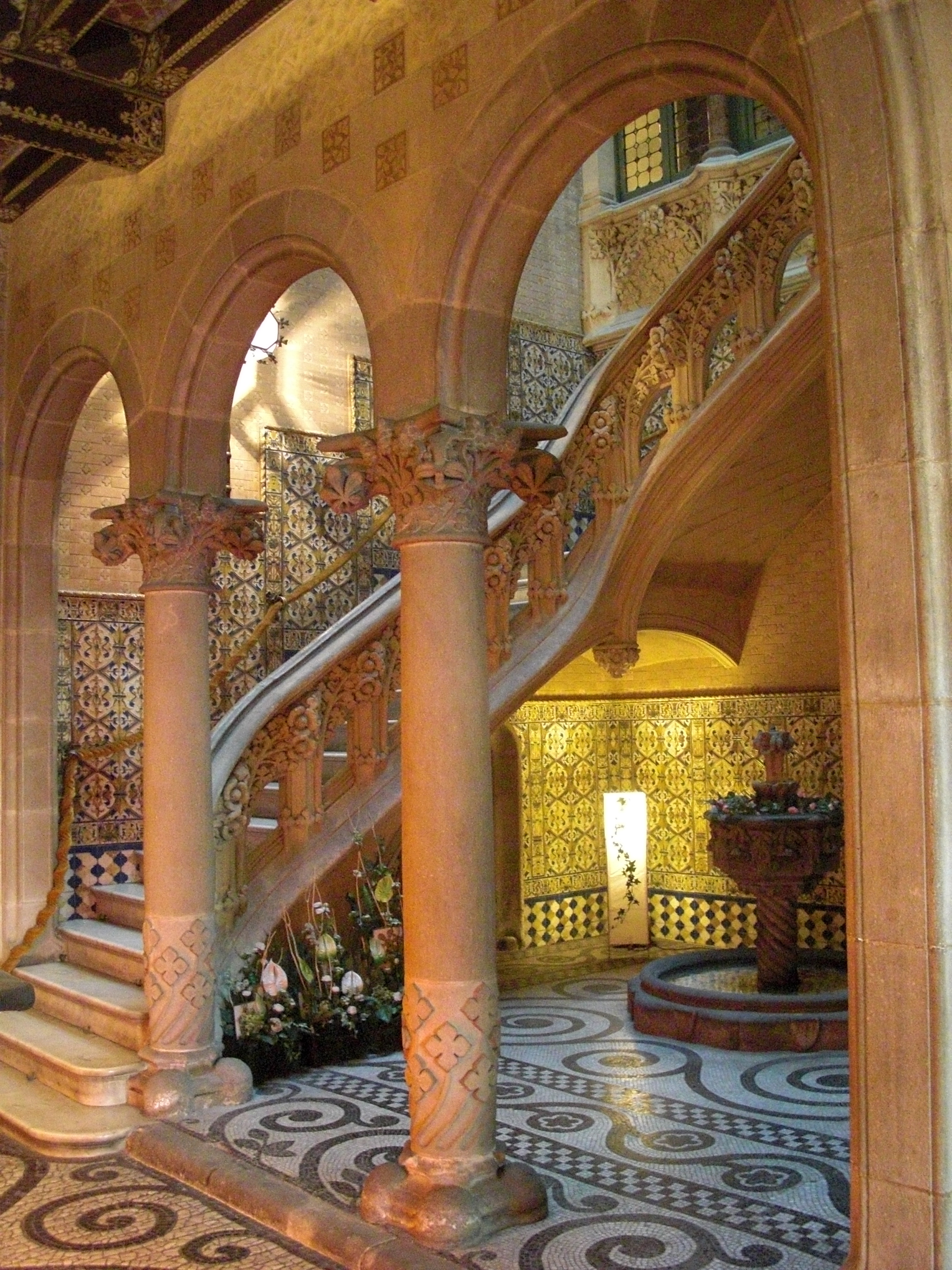
Columnas del patio interior con fuente de piedra.
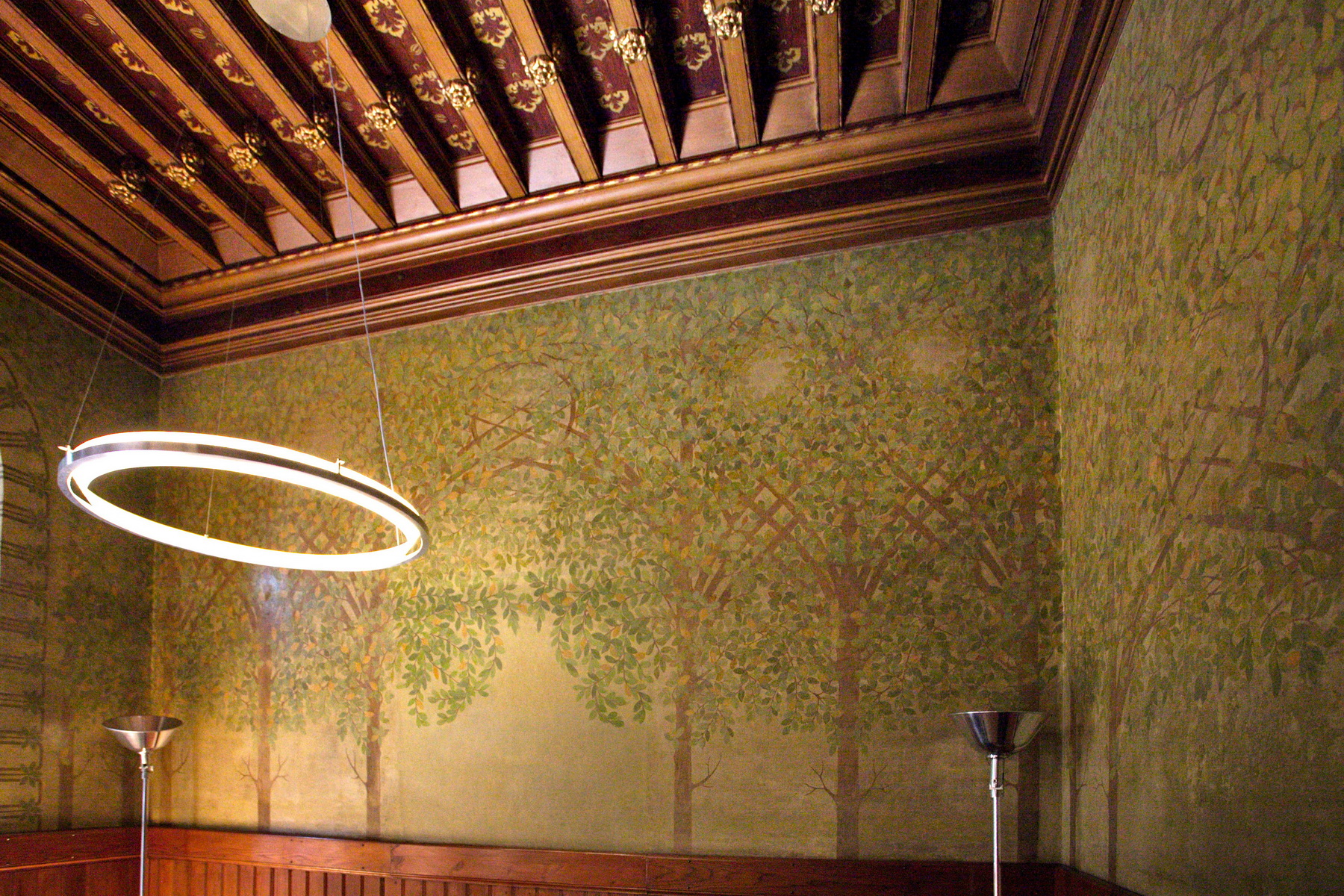
Techo de madera y paredes con motivos vegetales de la sala de Rosellón.
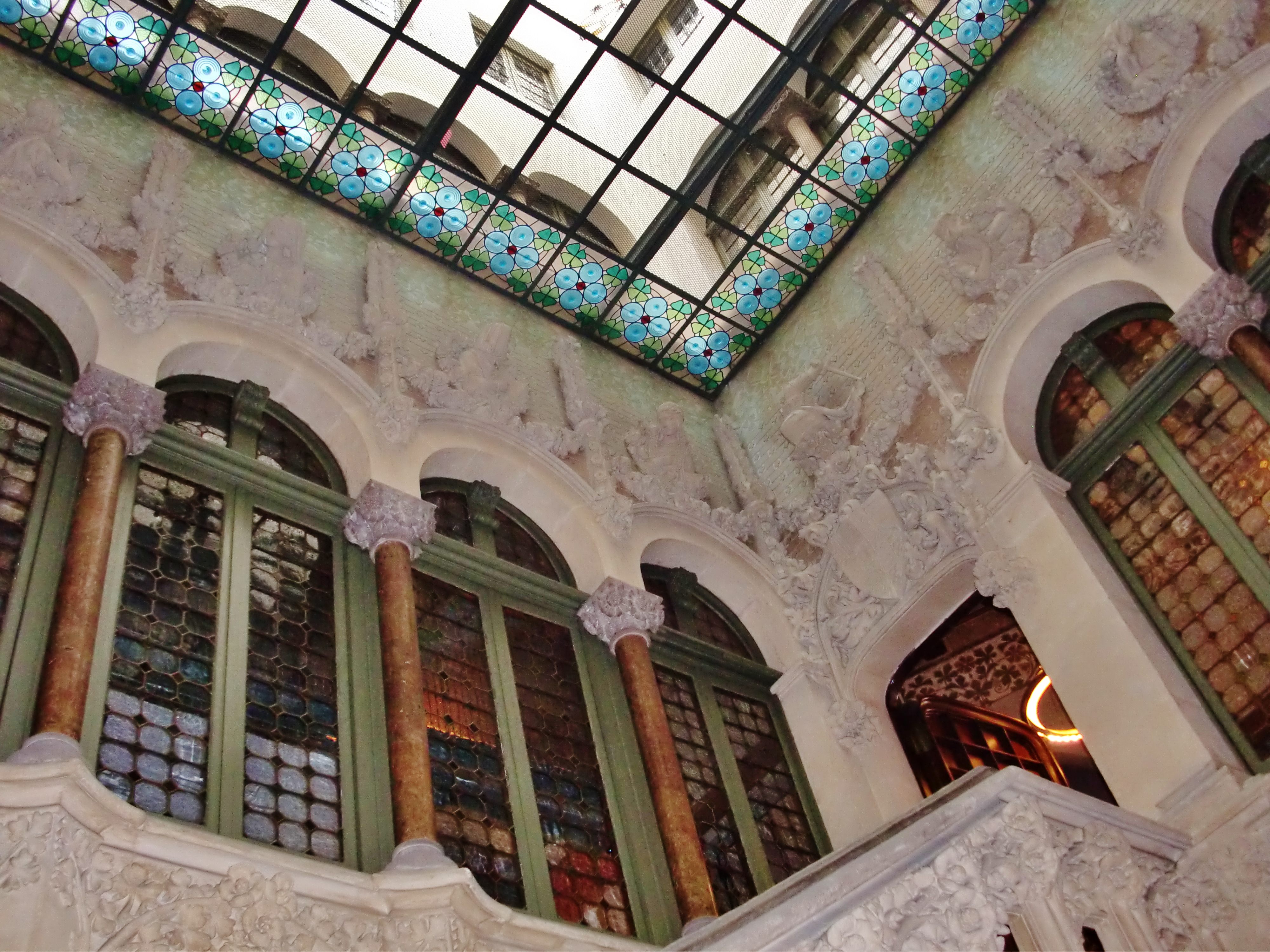
Detalle de los vitrales de la claraboya.